# Staurogyne parva
Staurogyne parva là một loài thực vật có hoa trong họ Ô rô. Loài này được Braz & R.Monteiro mô tả khoa học đầu tiên năm 2006.